# انعدام الجنسية
انعدام الجنسية (بالإنجليزية: Statelessness)‏ مصطلح قانوني يشير إلى الحالة التي يعتبر فيها الشخص غير معترف به كمواطن لدى أي دولة بمقتضى تشريعها الوطني حيث يعامل هذا الشخص معاملة الأجانب. وقد جاءت أول معاهدة دولية لتعريف حالة انعدام الجنسية عام 1954 في نيويورك ثم جاءت اتفاقية عام 1961 والتي دعت إلى العمل على خفض حالات انعدام الجنسية.